# Wild pitch
Wild pitch (WP, wym. [waɪld pɪtʃ]) – w baseballu: zły narzut wykonany przez miotacza, po którym rzucona piłka przelatuje zbyt daleko od łapacza lub odbija się przed nim od ziemi, co uniemożliwia mu chwycenie jej w naturalny sposób bez opuszczenia zajmowanej pozycji oraz pozwala biegaczowi drużyny przeciwnej na zdobycie bazy lub punktów.
Wild pitch zdefiniowany jest w punktach 2.00 oraz 10.13 Przepisów gry w baseball.
Wild pitch, czyli „dziki narzut” lub „niekontrolowany narzut”, jest błędem miotacza oficjalnie odnotowywanym w protokole zawodów.

## Rekordy
Rekordzistą MLB w dzikich narzutach jest Tony Mullane, który w latach 1881-94 wykonał ich 343 (w 555 meczach jako miotacz). W 1886 roku Bill Stemmeyer popełnił 63 takie błędy, co jest rekordem jednego sezonu. Rekord jednego meczu - 6 narzutów - należy do trzech zawodników, a po raz ostatni osiągnięto taki wynik w 1982 roku (Bill Gullickson). W ostatnich latach liczba błędów popełnionych przez miotacza nie przekracza 25 w sezonie.